# Тайната градина (филм, 1993)
„Тайната градина“ (на английски: The Secret Garden) е американска фентъзи драма от 1993 г. на режисьорката Агнешка Холанд. Изпълнителен продуцент е Франсис Форд Копола. Във филма участват Кейт Мейбърли, Хейдън Проус, Андрю Кнот, Джон Линч и Маги Смит. Сценарият на Каролин Томпсън е адаптация на едноименния роман на Франсис Бърнет. Романът преди това е адаптиран в два филма – от 1949 г. и от 1919 г.